# Ugo III del Maine

La Francia verso l'anno 1000. La contea del Maine è soggetta al conte d'Angiò.

Ugo, in francese Hugues III (960 circa – 1015  circa), fu il quarto conte del Maine della famiglia degli Ugonidi o seconda casa del Maine, dal 992 circa fino alla sua morte.

## Origine
Figlio primogenito del conte del Maine, Ugo II (come risulta dal documento n° I del Cartulaire du chapitre royal de Saint-Pierre-de-la-Cour du Mans, in cui il conte Ugo II fece una donazione ai monaci ed ai canonici della Collegiale Saint-Pierre-La-Cour, che Ugo (Hugonis, filii ejus) controfirmò assieme al padre, Ugo II (Hugoni comitis), al vescovo Sigfrido, e ad altri nobili) e dalla moglie, di cui non si conosce né il nome né gli ascendenti (secondo Les Seigneurs du Maine, molto probabilmente, era una donna della casa di Vermandois).
Ugo II era il figlio primogenito del conte del Maine, Ugo I (il documento n° 549 del Cartulaire de l'abbaye de Saint-Cyprien de Poitiers, Archives historiques du Poitou Tome III certifica che, nel primo anno di regno di Luigi IV di Francia, tra il 936 ed il 937, Ugo (item Hugoni) controfirmò assieme al padre, Ugo I (Hugoni comitis), al conte di Poitiers, Guglielmo Testa di Stoppa, e ad altri nobili) e (molto probabilmente) di una figlia del Rorgonide, Goslino II del Maine.

## Biografia
Dopo la donazione di cui sopra, nel 990, suo padre Ugo II fece una donazione al monastero di Saint-Pierre de la Couture di Mans, che fu controfirmata da Ugo (Hugonis comitis, Hugonis filii eius) come si rileva dal documento n° V del Cartulaire des abbayes de Saint-Pierre de la Couture et de Saint-Pierre de Solesmes.
Alla morte di suo padre, Ugo II, nel 992 circa, ereditò la contea del Maine, e continuando la politica paterna di indipendenza dai Robertingi o Capetingi, Ugo II si alleò con i conti di Blois, Oddone I, poi il figlio, Tebaldo II e infine con l'altro figlio, Oddone II, che erano in conflitto coi re di Francia, Ugo Capeto e Roberto I.
Nel 996, il re di Francia Roberto II il Pio concesse la sovranità della contea del Maine al conte d'Angiò, Folco III Nerra; il rapporto di Ugo III con Folco, fu conflittuale poiché Folco Nerra era alleato dei Capetingi e nemico dei conti di Blois a cui voleva sottrarre la Turenna, mentre Ugo III voleva mantenere l'alleanza con la contea di Blois.
Secondo il monaco e cronista normanno, Guglielmo di Jumièges, nel suo Histoire des ducs de Normandie ci riporta che, nell'anno 1000 circa, Ugo corse in aiuto di Oddone II di Blois, per aiutarlo a conquistare il castello di Tillières (Eure), difeso dal duca di Normandia, Riccardo II; una sortita dei difensori sorprese gli assedianti, che subirono ingenti perdite e Ugo, il cui cavallo era stato ucciso, si diede alla fuga nella foresta circostante, trovando rifugio in un ovile e riuscì a rientrare nella sua contea vestendosi da pastore
Negli anni in cui governò la contea, Ugo III fece alcune donazioni assieme al fratello Eriberto «Baco» del Maine (ca. 970 - † ca. 1046): due secondo il Cartulaire de Saint-Victeur au Mans 994-1400, la prima fu antecedente al 1014, mentre la seconda fu del 1014, ed una terza si trova in un documento, sempre del 1014, del Cartulaire de Château-du-Loir, Archives historiques du Maine.
Ugo III morì nel 1015 circa e gli successe il figlio, Eriberto detto Cane Sveglio, che il 6 luglio 1016, era già successo al padre e fece una donazione per la vittoria riportata su Oddone II conte di Blois.

## Discendenza
Ugo III, da una moglie di cui non si conosce né il nome né l'origine ebbe tre figli:
- Ugo del Maine († circa 1013), citato nel documento n° II del Cartulaire du chapitre royal de Saint-Pierre-de-la-Cour du Mans come figlio del conte Ugo II, a sua volta, figlio di Davide[14], citato insieme al padre, Ugo II in una donazione al monastero di Saint-Pierre de la Couture di Mans (Hugonis comitis, Hugonis filii eius) come si rileva dal documento n° V del Cartulaire des abbayes de Saint-Pierre de la Couture et de Saint-Pierre de Solesmes[5]
- Erberto Cane Sveglio († circa 1035), citato nel documento n° IV del Cartulaire des abbayes de Saint-Pierre de la Couture et de Saint-Pierre de Solesmes, assieme al padre, Ugo III[15]; conte del Maine[6]
- Melisenda del Maine, citata come figlia senza essere nominata, nel documento di donazione al monastero di Saint-Pierre de la Couture di Mans come si rileva dal documento n° V del Cartulaire des abbayes de Saint-Pierre de la Couture et de Saint-Pierre de Solesmes[5] e che sposò Judicaël di Nantes[8], conte di Nantes.

## Ascendenza
|                   |   |   | Genitori |  |  | Nonni           |  |  | Bisnonni            |  |
|                   |   |   |          |  |  | Ugo I del Maine |  |  | Ruggero I del Maine |  |
|                   |   |   |          |  |  | Ugo I del Maine |  |  | Ruggero I del Maine |  |
|                   |   | … |          |  |  | Ugo I del Maine |  |  |                     |  |
| Ugo II del Maine  |   |   |          |  |  | Ugo I del Maine |  |  |                     |  |
|                   |   | … | …        |  |  |                 |  |  |                     |  |
|                   |   | … | …        |  |  |                 |  |  |                     |  |
|                   |   | … | …        |  |  |                 |  |  |                     |  |
| Ugo III del Maine |   | … |          |  |  |                 |  |  |                     |  |
|                   | … | … |          |  |  |                 |  |  |                     |  |
|                   | … | … |          |  |  |                 |  |  |                     |  |
|                   | … | … |          |  |  |                 |  |  |                     |  |
| …                 | … |   |          |  |  |                 |  |  |                     |  |
|                   |   | … | …        |  |  |                 |  |  |                     |  |
|                   |   | … | …        |  |  |                 |  |  |                     |  |
|                   |   | … | …        |  |  |                 |  |  |                     |  |
|                   |   | … |          |  |  |                 |  |  |                     |  |

### Fonti primarie
- (LA)  Cartulaire de l'abbaye de Saint-Cyprien de Poitiers, Archives historiques du Poitou Tome III.
- (LA)  Cartulaire de l'abbaye de Saint-Père de Chartres Tome I.
- (LA)  Cartulaire du chapitre royal de Saint-Pierre-de-la-Cour du Mans, Archives historiques du Maine Tome IV.
- (LA)  Cartulaire de Saint-Victeur au Mans 994-1400.
- (LA)  Cartulaire des abbayes de Saint-Pierre de la Couture et de Saint-Pierre de Solesmes[collegamento interrotto].

### Letteratura storiografica
- Louis Halphen, Francia: gli ultimi Carolingi e l'ascesa di Ugo Capeto (888-987), cap. XX, vol. II (L'espansione islamica e la nascita dell'Europa feudale) della Storia del Mondo Medievale, 1999, pp. 636–661.
- Louis Halphen, "La Francia dell'XI secolo", cap. XXIV, vol. II (L'espansione islamica e la nascita dell'Europa feudale) della Storia del Mondo Medievale, 1999, pp. 770–806.
- (FR)  Histoire des ducs de Normandie.